# East Asian Football Federation
Die East Asian Football Federation (EAFF) ist ein 2002 gegründeter regionaler Fußballverband in Ostasien mit zurzeit zehn Mitgliedern. Der Verband organisiert jeweils alle zwei bis drei Jahre die Fußball-Ostasienmeisterschaft und seit 2005 auch die Fußball-Ostasienmeisterschaft der Frauen sowie verschiedene Junioren-Wettbewerbe und ein Futsalturnier.

## Mitglieder
| Land                       | Verband                                               |
| -------------------------- | ----------------------------------------------------- |
| China                      | Chinese Football Association                          |
| Chinesisch Taipeh (Taiwan) | Chinese Taipei Football Association                   |
| Guam                       | Guam Football Association                             |
| Hongkong                   | The Hong Kong Football Association                    |
| Japan                      | Japan Football Association                            |
| Macau                      | Macau Football Association                            |
| Mongolei                   | Mongolian Football Federation                         |
| Nördliche Marianen         | Northern Mariana Islands Football Association         |
| Nordkorea                  | Fußballverband der Demokratischen Volksrepublik Korea |
| Südkorea                   | Korea Football Association                            |

## Wettbewerbe

### Männer
Nationalmannschaften
- EAFF E-1 Football Championship (Ostasienmeisterschaft seit 2003, Nachfolger des Dynasty-Cup)
- AFF–EAFF Champions Trophy (seit 2025)
- EAFF U-15 Men's Championship (seit 2023)
- EAFF Futsal Championship (seit 2009)

### Frauen
Nationalmannschaften
- EAFF E-1 Football Championship (Ostasienmeisterschaft der Frauen) (seit 2005)